# Мусабеков, Алмас Сагымкулович
Алмас Сагымкулович Мусабеков (род. 1958, Кенес, Джамбулская область) — советский самбист, призёр первенств России среди юниоров, победитель и призёр розыгрышей Кубка СССР, чемпион и призёр чемпионатов СССР, победитель командного Кубка мира, чемпион и призёр чемпионатов Европы, мастер спорта СССР международного класса. Тренировался под руководством В. Кистера и Марата Жахитова. Выступал в легчайшей весовой категории (до 52 кг).
Выпускник Джамбульского гидромелиоративно-строительного института 1981 года. В 1981—1985 годах преподавал физкультуру в вузе, после чего был тренером спортивного общества «Кайрат». Выступает на ветеранских соревнованиях по самбо.

## Выступления на всесоюзных соревнованиях
- Чемпионат СССР по самбо 1977 года — ;
- Чемпионат СССР по самбо 1978 года — ;
- Кубок СССР по самбо 1979 года — ;
- Кубок СССР по самбо 1979 года — ;
- Чемпионат СССР по самбо 1980 года — ;
- Чемпионат СССР по самбо 1981 года — ;
- Кубок СССР по самбо 1982 года — ;
- Самбо на летней Спартакиаде народов СССР 1983 года — ;
- Чемпионат СССР по самбо 1984 года — ;
- Кубок СССР по самбо 1984 года — ;
- Чемпионат СССР по самбо 1985 года — ;
- Чемпионат СССР по самбо 1987 года — ;
- Чемпионат СССР по самбо 1989 года — ;